# The Bandit's Waterloo

The Bandit's Waterloo est un film muet américain réalisé par D. W. Griffith, sorti en 1908.

## Synopsis
Une jeune femme réussit à récupérer les bijoux que des bandits lui ont volés.

## Fiche technique
- Titre : The Bandit's Waterloo
- Réalisation et scénario : D. W. Griffith
- Photographie : Arthur Marvin
- Société de production et de distribution : American Mutoscope and Biograph Company[1]
- Pays d'origine :  États-Unis
- Format[2] : Noir et blanc - Muet - 1,33:1 - 35 mm[3],[4]
- Longueur de pellicule : 738 ou 839[4] pieds (225 mètres[3])
- Durée : 12 minutes (à 16 images par seconde)[2]
- Dates de sortie : 
  -  États-Unis : 4 août 1908

## Distribution
Les noms des personnages proviennent de l'Internet Movie Database.
- Florence Lawrence
- Marion Leonard : la femme kidnappée
- Arthur V. Johnson
- Harry Solter : le policier
- Charles Inslee : le chef des bandits[4],[5]
- Linda Arvidson : une complice / la femme à l'auberge[4],[5]

## À noter
- Les scènes du film ont été tournées les 6 et 8 juillet 1908 dans les studios de la Biograph à New York.
- Contrairement aux Français pour qui cela évoque une défaite, la référence à Waterloo représente une victoire pour les anglophones.